# دان نوت
دان نوت هو نقابي كندي، ولد في 1 يوليو 1879، وتوفي في 26 نوفمبر 1959.